# Les Fiançailles rouges
Pour plus de détails, voir Fiche technique et Distribution.
Les Fiançailles rouges est un film muet français réalisé par Roger Lion tourné en 1926 et sorti en 1927.

## Fiche technique
- Titre : Les Fiançailles rouges
- Réalisation : Roger Lion
- Scénario : Roger Lion, d'après Tempête, roman de Georges Spitzmuller et Lawrence Arnold
- Photographie : Paul Guichard, Lucien Bellavoine
- Décors : Armand Bonnamy
- Société de production: Films Roger Lion
- Société de distribution : Société anonyme des Films Paramount
- Pays de production :  France
- Langue : film muet avec les intertitres  en français
- Tournage : juillet 1926
- Format : Noir et blanc - Muet
- Genre : Film dramatique
- Durée : 60 minutes (1 h 0)
- Dates de sortie : 
  - France : 11 février 1927

## Distribution
- Dolly Davis : Jeannick
- Jean Murat : Pierre Le Meur
- Thomy Bourdelle : Michel Vorch
- Gil Clary : Louise Lardic
- Georges Colin : le syndic des gens de mer
- Madeleine Waleska-Rimsky : Anne-Marie Calvez
- Colette Darfeuil : Françoise
- Fred Zorilla : Luc
- Isabelle Luigi : Guen Le Meur
- Jane Anaizeau : Madame Picard
- Ginette Robert : la fillette Le Meur
- Jeanne Dessirier : Hortence
- André Lagrange : Yan
- Maltseff

## À noter
- Le film a été tourné à Quimper et dans les environs.
- Roger Lion avait organisé un concours pour trouver le titre de son film. Il a reçu 2 248 réponses. Trois titres furent retenus: L'Usurpateur, La Femme qui assassina et Les Fiançailles rouges[1].